# Дергунов, Пётр Кондратьевич
Дергунов Пётр Кондратьевич (21 декабря 1915 — 10 августа 1994) — председатель колхоза имени В. И. Ленина Сузунского района Новосибирской области. Герой Социалистического Труда. Почётный гражданин села Мышланка, Гражданин XX века Сузунского района.

## Биография
Родился в крестьянской семье.
Работать начал с одиннадцати лет, по окончании четырёх классов (1927), в 1930-х гг. заведовал молочно-товарной фермой. В ряды Красной Армии был призван в 1938 году.
В Великую Отечественную войну служил телефонистом сначала 693-й отдельной роты связи, а затем 608-го отдельного батальона связи 232-й стрелковой дивизии. 20 августа 1944 года, несмотря на сильный миномётный огонь противника, устранил девять обрывов связи. За свои действия был награждён орденом Красной Звезды.
11 января 1945 года возглавил наводку линии связи от передового узла связи до командного пункта 797-го стрелкового полка под сильным огнём противника. Из-за сильного огня противника линия связи часто обрывалась. Красноармеец П. К. Дергунов лично выходил на повреждения и устранял их в короткий срок. Был награждён вторым орденом Красной Звезды.
Демобилизовался в звании сержанта.
В 1946 года стал председателем колхоза им. Ленина (в то время — самого слабого в районе, урожайность зерновых была всего 6 центнеров с гектара, три десятка коров, сорок шесть лошадей и полтора десятка свиноматок, жатву проводили вручную, весной 1946 года засеяли всего 124 гектара — на большее семян не хватило), руководил им 30 лет. Коллектив Дергунова осваивал целинные и залежные земли, укреплял агрослужбу. В конце 1954 г. получили результат: 17 центнеров с гектара (в то время — рекорд урожайности). К 1960-м средняя урожайность выросла до 20 центнеров. Несколько лет подряд побеждали не только на районном, но и на областном, региональном уровнях. Вышли на один миллион рублей доходов. На колхозные деньги в селе строили благоустроенные жилые дома, новую школу, мастерские, магазин, Дом культуры. Коллектив был награждён орденом Трудового Красного Знамени, золотой, серебряной и бронзовой малыми медалями ВДНХ. В 1976 году бюро райкома КПСС учредило кубок им. П. К. Дергунова. На протяжении трёх созывов он был депутатом областного Совета депутатов трудящихся, 12 созывов — Мышланского сельсовета. Награждён орденами Ленина, Трудового Красного Знамени (дважды), Красной Звезды (дважды), пятью медалями ВДНХ. В 1999 г. на здании конторы ЗАО «Мышланское» (бывший колхоз им. Ленина) установлена мемориальная доска.
В 1954 году — участник Всесоюзной сельскохозяйственной выставки.
Будучи председателем колхоза окончил семилетку. Обучался на курсах переподготовки руководителей колхозов, затем учился в Новосибирской совпартшколе.
Указом Президиума Верховного Совета СССР от 11 января 1957 года за особые заслуги в освоении целинных и залежных земель и перевыполнение плана сдачи хлеба в 1956 году, председателю колхоза имени В. И. Ленина Сузунского района Дергунову Петру Кондратьевичу присвоено звание Героя Социалистического Труда с вручением ордена Ленина и золотой медали «Серп и Молот».
С середины 1950-х годов экономика колхоза спадов не знала. На рубеже шестидесятых годов средняя урожайность на мышланских полях выросла до 20 центнеров. Несколько лет подряд колхоз побеждал в соревновании на уровне района, области, региона. Вышли на один миллион рублей доходов.
09 апреля 1965 года совместным решением бюро Новосибирского сельского обкома КПСС, Новосибирского облисполкома и облсовпрофа П. К. Дергунов внесён в областную Книгу Почета.
Принимал участие в работе одного из Пленумов ЦК КПСС, в работе Всесоюзного съезда колхозников. Избирался членом обкома партии, на протяжении трех созывов — депутат областного Совета депутатов трудящихся, на протяжении 12 созывов — депутат Мышланского сельского Совета.
9 октября 1970 года Новосибирский Обком КПСС получил сообщение о награждении целого ряда хозяйств и передовиков производства области на Выставке достижений народного хозяйства (ВДНХ) в Москве. Среди награждённых — колхоз им. Ленина, удостоенный диплома второй степени ВДНХ.
В сентябре 1976 года бюро Сузунского райкома КПСС учредило районный кубок имени Героя Социалистического Труда П. К. Дергунова. Кубок вручался трактористам, добившимся наивысших показателей в период весенне-полевых работ и на вспашке зяби.
Тридцать лет П. К. Дергунов возглавлял правление колхоза имени В. И. Ленина. За годы его работы председателем колхоза коллектив награждался золотой, серебряной и бронзовой малыми медалями ВДНХ, орденом Трудового Красного Знамени и памятными знаменами.
В 1977 году вышел на заслуженный отдых, колхоз был на гребне экономического успеха.
Скончался 10 августа 1994 года.
Память
В честь Героя Социалистического Труда П. К. Дергунова 27 сентября 2013 году на здании конторы ЗАО «Мышланское» установлена мемориальная доска.

## Награды
Награждён орденом Ленина, двумя орденами Трудового Красного Знамени, двумя орденами Красной Звезды (23.08.1944, 11.02.1945), медалями «За боевые заслуги», «За взятие Киева», «За взятие Будапешта», «За победу над Германией в Великой Отечественной войне 1941—1945 гг.», «За освоение целинных земель». Пять раз награждался медалями ВДНХ.